# ホミサイド/殺人捜査課
『ホミサイド/殺人捜査課』（Homicide: Life on the Street）は 1993年 - 2000年に放送された、アメリカ合衆国のテレビドラマである。

## 概要
『ホミサイド/殺人捜査課』はポール・アタナシオによってテレビ化が企画され、映画監督のバリー・レヴィンソンとトム・フォンタナが製作総指揮を取った。ボルチモア市警察・殺人捜査課の刑事の日常を描いており、全7シーズンに加え2000年には特別編『ホミサイド ザ・ムービー』が放送された。原作は新聞記者デヴィッド・サイモンのノンフィクション『Homicide: A Year on the Killing Streets』であり、多くの登場人物および事件が事実に基づいている。  
『ホミサイド/殺人捜査課』の特筆すべきところは、刑事の日常描写である。たとえば、事件が未解決のまま終わってしまったり、刑事が副業でバーを経営するなどといった現実的な話は過去のドラマでは見られなかったものである。撮影には16ミリの手持ちカメラを用い、ロケは実際にボルチモア市内で行ったことでスピーディーで臨場感がある映像を作ることに成功している。場面の瞬間的な飛躍や、場面カットに細かく対応した音楽、重要なシーンを視点を変えて何度も繰り返し見せるといった編集は革新的であり、現在のドラマに大きな影響を与えている。また、シリーズを通して多くの黒人が重要な役を担ったことはそれまでのドラマには無いことであり、黒人が多数を占めるボルチモアの描写に現実感を与えている。
初回の放映時間はスーパーボウルの直前であったにもかかわらず視聴率は伸び悩み、当初から番組は打ち切りの危機に瀕していた。しかしながら初年度に2つのエミー賞を受賞したことに加え、『NYPDブルー』など警官もののドラマがブームとなってきたため番組は打ち切られることはなかった。 
その後NBCは視聴率を上げるため番組に多くの変更を要求した。この圧力によりクロセッティ役のベテラン俳優ジョン・ポリトは降板させられた。そして脚本家に対しハッピーエンドとなるエピソードを多く書くように要求し、複数の事件を同時に進行させないように注文をつけた。このようなNBCの動きがあったにもかかわらずニールセンの視聴率は低調だった。しかし『ホミサイド/殺人捜査課』は批評家には常に人気があり、現在では刑事ものの古典として評価が確立している。
また、日本人留学生射殺事件をほぼ忠実に再現したエピソードもある。同エピソードでは、留学生が日本人はトルコ人に、ハロウィンパーティはロックバンド「KISS」のコスプレパーティに変更された。更に被疑者はベイリスの親戚と言う設定が追加され、パートナーで事件の捜査担当である黒人のペンブルトンとの対立を組み入れている。

## 設定

### ボルチモア市警察・殺人捜査課
米国においては、いわゆる犯罪多発地帯として悪名高い都市がいくつか存在する。その一つが、メリーランド州ボルチモアである。
ボルチモアでは毎日のように様々な事件が発生する。それらの中でも、最も凶悪かつ社会的影響力を有する犯罪が殺人である事はいうまでもない。その殺人事件を専門に捜査するのが、管轄のボルチモア市警察（通称・ボルチモア市警）に設置された殺人捜査課（通称・殺人課）である。
ボルチモアの治安は、殺人課の活躍如何に懸かっているといっても過言ではない。その一方で、矢継早の事件発生によって慢性的人員不足に陥っているのもまた殺人課の現実である。それもあって、近年の事件解決率は低下傾向にある。そうした逆境下にあっても、警察官への発砲事件は全件解決してきた実績を有している。

### 捜査手順
事件発生にあたって、刑事が自分自身の意思で捜査担当を志願する例はごく稀である。殺人課への通報に対応した刑事が自動的にその事件を担当する事となるのだ。むしろ、それぞれの担当事件で手一杯の際には、誰一人として電話を取りたがらない事が珍しくない。こうした現状は、殺人課の人員不足を如実に物語っている。
殺人課の刑事は、原則として二人一組で行動する。一方が、“メイン”として捜査指揮を執り、もう一方は、“サブ”としてそれを補助するのである。とはいえ、“メイン”と“サブ”の役割は固定されているわけではない。お互いそれぞれの担当事件を捜査しつつ、相棒の捜査活動にも協力するのである。
“メイン”の刑事は、担当事件における被害者の姓を、オフィスのホワイト・ボードに赤色のマジックで、記入しなければならない。“ボード”と通称されるこのホワイト・ボードを見れば、各刑事の担当事件は一目瞭然である。やがて、事件が解決すると被害者の姓は黒色のマジックで書き改められる。つまり“ボード”があれば、各刑事の事件解決率や、捜査状況をも一覧できるのである。
任意同行に応じた参考人や、連行された被疑者は、まず待合室に留め置かれる。この待合室は、一面ガラス張りであるがゆえに“金魚鉢”と渾名されている。やがて、衆人環視の“金魚鉢”を経て、参考人および被疑者は取調室へと案内される。四角四面の取調室もまた“ボックス”の別名を有している。“ボックス”と隣室の境を隔てる壁面にはマジック・ミラーがはめ込まれている。参考人および被疑者は、取り調べの担当刑事ばかりでなく、隣室に控える刑事からもその言動を逐一観察されるのである。
犯罪都市のボルチモアとはいえ、その事件を解決するのは派手な銃撃戦やカー・チェイスではない。結局のところ、最後にものを言うのは刑事と犯罪者生身の人間同士が、“ボックス”で繰り広げる、壮絶な心理戦なのである。

### 刑事
殺人課の刑事は、どうしたわけか他に類を見ないほどの個性派揃いである。しかしながら、必ずしもヒーローのような突出した存在としては描写されていない。あくまでも、我々と同様長短を合わせ持つ一個の人間に過ぎないのである。だからこそ殺人課においては公私の別なく次から次へと難題が持ち上がる。
その一方で、家庭的雰囲気も持ち合わせているのが、殺人課の特徴といえる。夜勤明けや事件解決後などは誰からともなく行きつけのバーやレストランに集うのが恒例となっている。それだけに、いざという時には抜群のチームワークを発揮する。
殺人課の刑事にしてみれば、人の生き死には日常茶飯事でしかない。時には軽率な言動で被害者遺族の感情を逆なでしてしまう事もある。それでもなお、根底には、やはり強い正義感を秘めている。主義主張こそ様々であるものの、殺人課の刑事は何よりもまず、犯罪を憎む点で全員が一致しているのだ。

## 登場人物

### 殺人捜査課
アル・ジャデーロ
演：ヤフェット・コットー、日本語吹替：亀井三郎
イタリア系の黒人男性。そのルーツはシチリアにあるらしい。
警部補にして、殺人課の責任者。個性派揃いの部下にいつも手を焼いているが、部下のためならば上層部に食ってかかる事も厭わない。部下や同僚ばかりでなく、警察官全体に対して強い仲間意識がある。
中間管理職ゆえに、事件現場への出動は滅多にないものの、それでも常日頃からスニーカーを着用している。背広にスニーカーの着用は服装規定違反であるものの、本人は全く意に介していない。
熱血漢である一方、急激な変化を嫌う保守的一面がある。妻とは7年前（シーズン1時点）に死別。現在2人の女友達がいるものの再婚の意思はないらしい。
好物はパスタなどのイタリア料理だが、最近はコレステロール値の上昇に悩まされている。
ティム・ベイリス
演：カイル・セコー、日本語吹替：川中子雅人
地元ボルチモア出身の白人男性。
SWAT隊員から、2年間の市長警護を経て殺人課に配属となった新人刑事。拳銃ではなく頭脳がものを言う殺人課での仕事にかねてより憧れていた。
配属当初は、手引書を参照して事件捜査にあたっていた。その上感傷が過ぎるなど、“坊ちゃん”と揶揄される事も多かったが、捜査活動における着眼点の鋭さで徐々に一目置かれる存在となっていく。
一種、潔癖ともいえる正義感の持主であるが、人間である以上、負の側面は必ず存在する。刑事として成長する過程で、ベイリスはそうした真実の自分と向き合っていく事となる。
本作は、ベイリスの殺人課配属に始まって、辞職に終わる。その点において、ベイリスは本作の主人公ともいえる。
ジョン・マンチ
演：リチャード・ベルザー、日本語吹替：田原アルノ
ユダヤ系の白人男性。眼鏡が特徴。
勤続10年の中年刑事。元ヒッピーで、大麻の知識が豊富である。
性格は偏屈。持前の長口舌で、周囲の人間を辟易させる事も珍しくない。その一方で、憎みきれない愛嬌がある。行きつけのバーがカラオケを導入した際には怒り心頭であったものの、気がつけば熱唱していた。
2度の離婚経験者。現在はフェリシアという女性と交際しているものの、諍いが絶えない。
愛称は、“マンチッチ（原語版においては、“en:munchkin”。『オズの魔法使い』に由来する）”。嫌いなものはカントリー・ミュージック。
メルドリック・ルイス
演：クラーク・ジョンソン、日本語吹替：大黒和広
黒人男性。口とあごにひげを蓄えている。
事件捜査においては、まず犯行動機に着目する事を旨としている。
気さくな人柄で、バプテスト教会を信仰している。趣味は自動車の組立。
フランク・ペンブルトン
演：アンドレ・ブラウワー、日本語吹替：青山穣
登場：シーズン1 - 6、ホミサイド/ザ・ムービー
アフリカ系の黒人男性。
抜群の事件解決率を誇る優秀な刑事。常日頃から犯罪者の視点に立って物事を見るよう心がけている。
硬軟織り交ぜた巧みな取り調べで、被疑者の自供を見事に引き出す。本人はその手練手管をセールスに例える。
ニュー・ヨーク出身。ニューヨーカーらしく、身だしなみには人一倍のこだわりをもち、たとえ冷房の故障した熱帯夜であろうとも、ネクタイを緩めようともしない。
一度こうと決めると、梃子でも動かない頑固な性格ゆえに、しばらくは相棒を持たず単身事件捜査にあたっていた。ジャデーロの指示で渋々新米のベイリスとコンビを組む事となる。
あやとりを、手慰みにしている。
ケイ・ハワード
演：メリッサ・レオ、日本語吹替：紗ゆり
登場：シーズン1 - 5、ホミサイド/ザ・ムービー
白人女性。
事件捜査においては、理屈よりも直感を重視している。納得のいかない事柄はたとえ事件解決後であろうと突き詰める。
男勝りで勝気な性格。その一方で女性らしい繊細さも持ち合わせている。仕事柄、男性の暴力性ばかりを目のあたりにしている事が、私生活での恋愛に少なからぬ影響を及ぼしている。
大の男に劣らぬ、健啖家。実家は漁業を営んでおり、キャリーという妹がいる。
スタンリー・ボランダー
演：ネッド・ビーティ、日本語吹替：茶風林
登場：シーズン1 - 3、ホミサイド/ザ・ムービー
白人男性。白髪と巨体が、特徴。
48歳（シーズン1時点）の熟練刑事。多様化する現代犯罪についていけない事もある。
偏屈なマンチを相棒にしてからというものの、事件解決率が低下傾向にある事を気に病んでいる。マンチに対しては、事あるごとに元相棒のミッチの名前を引き合いに出し、発破をかける毎日であり、不仲のように見られるが、心底においては強固な信頼関係で結ばれている。
喜怒哀楽がはっきりとした人柄。その言動で機嫌を容易に看破できる。
私生活では23年間連れ添った妻・マージと、つい1ヶ月前（シーズン1時点）に離婚したばかりである。離婚後は女性遍歴を重ねるものの、それでもなお結婚指輪を外せずにいる。
趣味はチェロの演奏だが、必ずしも名手ではない。好きなミュージシャンは、エルヴィス・プレスリー。
ボー・フェルトン
演：ダニエル・ボールドウィン、日本語吹替：塩屋翼
登場：シーズン1 - 3、ホミサイド/ザ・ムービー
アングロ・サクソン系の白人男性。
犯行の動機よりも、手口に着目するのが持前の犯罪手法。自身が「敏腕刑事」ではない事を自認しており、最終手段としてタロット・カードに頼る事もある。
ハワードの相棒であるものの、恋愛感情はない。そのパートナーシップにおいては、公私混同をせぬよう、暗黙の了解が存在している。一時は、ペンブルトンの相棒であったものの、反りが合わず、今日に至る。
ひょうきんな性格で、殺人課唯一の妻子持ちだが妻との関係は芳しくなく、夫婦カウンセリングを受けている。
スティーヴ・クロセッティ
演：ジョン・ポリト、日本語吹替：稲葉実
登場：シーズン1 - 2、ホミサイド/ザ・ムービー
イタリア系の白人男性。禿頭と口ひげが特徴。
3度もの銃撃を受けた過去を持つ中年刑事。その古傷は現在もなお脚、肩、腹部に残っている。
父親も25年勤め上げた刑事であった。米国への移民後、精肉店の経営を経て警察官に転身した経歴から、“サラミ頭”とからかわれる事もある。
エイブラハム・リンカーンの暗殺事件について、独自の見解を有している。事あるごとにその陰謀説を披露しては相棒のルイスをうんざりさせている。
友人思いの性格で、カトリック教会を信仰している。私生活においては、元妻との間にベアトリスという年頃の愛娘がおりその養育に四苦八苦している。
好きな音楽はジャズ。
メーガン・ラッサート
演：イザベラ・ホフマン、日本語吹替：西川美也子
登場：シーズン3 - 5、ホミサイド/ザ・ムービー
本来、レギュラー陣とは別シフトの警部補だったが、バンファーザーの昇進に合わせて警部に昇進する。しかし、ある事件の責任をとらされ平刑事に降格される。
「ミート・ザ・プレス」のキャスターであるティム・ラッサートとはいとこと言う設定である。
妻子あるフェルトンと、不倫関係に陥ってしまい、苦悩する事となる。
J・H・ブロディ
演：マックス・パーリッチ、日本語吹替：椿基之
登場：シーズン4 - 5、ホミサイド/ザ・ムービー
以前はテレビ局のカメラマンだったが、殺人課と契約して事件現場を撮影し映像を証拠として保存する仕事をしている。刑事達からはよくからかわれている。常に帽子をかぶっているが・・・
マイク・ケラマン
演：リード・ダイヤモンド、日本語吹替：田坂秀樹
登場：シーズン4 - 6、ホミサイド/ザ・ムービー
もともと放火課に所属していたがある事件を契機に殺人課と関わるようになり、ジャデーロによって殺人課に引き抜かれる。ルイスとは名コンビを組むが放火課時代の汚職事件に巻き込まれ、さらにルーサー・マホーニーとの確執により次第に生活が破綻していく。
テリー・スタイバース
演：トニー・ルイス、日本語吹替：小川里永子
登場：シーズン5 - 7、ホミサイド/ザ・ムービー
スチュアート・ガーティー
演：ピーター・ゲレッティ、日本語吹替：塩屋翼
登場：シーズン5 - 7、ホミサイド/ザ・ムービー
ポール・ファルゾン
演：ジョン・セダ、日本語吹替：吉田裕秋
登場：シーズン6 - 7、ホミサイド/ザ・ムービー
元ボクサー。
ローラ・バラード
演：キャリー・ソーン、日本語吹替：たまきまゆ
登場：シーズン6 - 7、ホミサイド/ザ・ムービー
レネ・シェパード
演：マイケル・ミシェル、日本語吹替：岡本章子
登場：シーズン7、ホミサイド/ザ・ムービー

### その他
ジョージ・バンファーザー
演：クレイトン・レボフ、日本語吹替：伊藤栄次
黒人男性。
ボルチモア市警・警部にして、ジャデーロの上司だが、年齢はジャデーロよりも若輩にあたる。
近年の事件解決率低下を受けて、市警組織の合理化を推進している。
何よりもまず、体面を重んじる性格で、ジャデーロとの対立も少なくない。現場での捜査経験がなく、うっかり口を滑らせて部外秘の捜査情報を漏洩してしまう事もある。
エド・ダンバース
演：ジェリコ・イヴァネク、日本語吹替：幹本雄之、伊藤栄次
白人男性。
メリーランド州検事補。殺人課によって、逮捕・送検された被疑者を起訴するのが役割である。
用意周到にして、負けず嫌いの性格。刑事裁判の有罪率向上に意欲を燃やしており、立件後もなお、追加の証拠収集を殺人課に命じる事もある。
法廷においては、感動的かつ説得力のある論法を得意とする。
少食ゆえに、体型は、華奢である。
シャイナー
演：ラルフ・タバキン
監察医。
メアリー・ペンブルトン
演：アミ・ブラブソン
登場：シーズン1 - 6
黒人女性。
ペンブルトンの妻。
ペンブルトンの多忙ゆえに、新婚早々（シーズン1時点）から、夫婦水入らずの時間は限られているが、ペンブルトンの職務に対しては理解を示している。
ロジャー・ギャフネー
演：ウォルト・マクファーソン、日本語吹替：塩屋翼
登場：シーズン1 - 6、ホミサイド/ザ・ムービー
刑事。
ジュリアナ・コックス
演：ミシェル・フォーブス、日本語吹替：鈴木紀子
登場：シーズン5 - 6、ホミサイド/ザ・ムービー
監察医。
マイク・ジャデーロ
演：ジャンカルロ・エスポジート、日本語吹替：向井修
登場：シーズン7、ホミサイド/ザ・ムービー
FBI特別捜査官。

### ゲスト出演者
- ジュリアナ・マルグリーズ（『ER緊急救命室』のキャロル・ハサウェイ役）第11話「真犯人」第12話「彩りの日々」
- ロビン・ウィリアムズ 第13話「災厄の日」
- スティーヴ・ブシェミ 第28話「エンドゲーム」
- イライジャ・ウッド 第63話「恐ろしき十代」
- ジェームズ・アール・ジョーンズ 第78話「絆 Part 1」第79話「絆 Part 2」第80話「絆　Part 3」
- ピーター・ギャラガー 第86話「禁断の扉」

他に、バリー・レヴィンソン監督自身が第66話「ドキュメンタリー」で刑事ドラマの撮影をするバリー・レヴィンソン監督役で出演している。

## エピソード
ホミサイド/殺人捜査課のエピソード一覧

## クロスオーバー
- 『ホミサイド/殺人捜査課』はアメリカの長寿ドラマ『LAW & ORDER』ともクロスオーバーする話があり、ひとつの事件をニューヨークとボルチモアの刑事が協力して解決したこともある。
- 『OZ/オズ』で囚人たちが熱狂している劇中番組に登場するキャラクターが、『ホミサイド ザ・ムービー』の病院ロビーのテレビに映し出されていた。

## マンチ刑事の活躍
リチャード・ベルザーが演じるジョン・マンチは『ホミサイド』の人気キャラクターだが、『ホミサイド』以外にも7つのドラマにマンチとして出演している。
- LAW & ORDER:ホミサイドとのクロスオーバーでニューヨークに出張していた。
- LAW & ORDER:性犯罪特捜班：ホミサイド終了後、マンチはニューヨークに転勤し現在も活躍中である。日本語吹替は梅津秀行。
- en:Law & Order: Trial by Jury
- THE WIRE/ザ・ワイヤー：ホミサイド同様、原作はデヴィッド・サイモンで物語の舞台もボルチモア。ルイス刑事役のクラーク・ジョンソンも監督として参加、及び、ルイス刑事とは違うキャラクターで出演している。
- Xファイル：シーズン5の｢アンユージュアル・サスペクツ｣で登場。モルダー捜査官の協力者であるハッカー集団「ローンガンメン」を取り調べた。日付は1989年5月で、取調室はホミサイドのものとは違っていたが、マンチ節は健在であった。
- en:The Beat
- アレステッド・ディベロプメント
- 30 ROCK/サーティー・ロック

## 受賞
多くの批評家に絶賛された『ホミサイド/殺人捜査課』は、エミー賞において7年間で4つの受賞と13のノミネートを得た。また1996年から1998年まで3年連続でテレビ批評家賞の最優秀ドラマ部門に選ばれ、ピーボディ賞の最優秀ドラマ部門に3年連続で選ばれた（1993年、1995年、1997年）初のドラマである。

### 受賞エピソード
| "永遠への出発"             | (1-1)   | エミー監督賞 (バリー・レヴィンソン) |
| "亡霊のささやき"           | (1-3)   | エミーゲスト女優賞ノミネート (グウェン・ヴァードン)                                                                                                |
| "アディーナと三人の男たち" | (1-5)   | エミー脚本賞 (トム・フォンタナ) |
| "災厄の日"                 | (2-1)   | エミーゲスト男優賞ノミネート (ロビン・ウィリアムズ)                                                                                                |
| "帽子"                     | (4-12)  | エミーゲスト女優賞ノミネート (リリー・トムリン) |
| "人質(Part1&2)"            | (5-1,2) | エミーゲスト女優賞ノミネート (アン・メイラ) |
| "暴動"                     | (5-3)   | TVガイドが選ぶTVエピソードベスト100 (1997)において32位                                                                                             |
| "地下鉄"                   | (6-4)   | エミー脚本賞 (ジェームズ・ヨシムラ) エミーゲスト男優賞ノミネート (ヴィンセント・ドノフリオ) TVガイドが選ぶTVエピソードベスト100 (2009)において28位 |
| "安楽死"                   | (6-16)  | エミーゲスト女優賞ノミネート (アルフレ・ウッダード)                                                                                                |
| "蘇った事件"               | (6-21)  | エミーゲスト男優賞ノミネート (チャールズ・ダーニング)                                                                                              |
| "陰謀"                     | (7-15)  | エミー監督賞ノミネート (LAW & ORDER:性犯罪特捜班とのクロスオーバー後編)                                                                            |

## DVD
発売元は、エスピーオー、日本語版製作は、東北新社。
ホミサイド/殺人捜査課 シーズン1 DVD BOX
実際には、シーズン1(全9話)とシーズン2(全4話)を合わせてシーズン1として収録している。また、各話の収録順も、米国での放送順ではなく、物語の時系列に沿って、再構成されている。2008年6月25日発売。
ホミサイド/殺人捜査課 シーズン2 DVD BOX
実際には、シーズン3を収録している。各話の収録順は、米国での放送順ではなく、制作順となっている。2008年12月26日発売。